# Torneig de les Cinc Nacions 1980
El Torneig de les Cinc Nacions de 1980 fou la 51a edició en el format de cinc nacions i la 86a tenint en compte les edicions del Home Nations Championship. Deu partits es van jugar entre el 19 de gener i el 15 de març. Anglaterra s'enduria el títol per divuitena vegada, a més d'aconseguir el Grand Slam, la Triple Corona i la Copa Calcutta batent a la resta de contricants en tots els partits. Fou el primer títol del XV de la Rosa des del 1963 i el primer Grand Slam des de 1957.

## Participants
| Nació      | Estadi           | Ciutat   | Entrenador    |
| ---------- | ---------------- | -------- | ------------- |
| Anglaterra | Twickenham       | Londres  | Mike Davies   |
| França     | Parc des Princes | París    | Jean Desclaux |
| Irlanda    | Lansdowne Road   | Dublín   | Tom Kiernan   |
| Escòcia    | Murrayfield      | Edimburg | Jim Telfer    |
| Gal·les    | National Stadium | Cardiff  | John Lloyd    |

## Classificació
| Posició | Nació      | Partits | Partits  | Partits  | Partits | Punts   | Punts     | Punts      | Taula de punts |
| Posició | Nació      | Jugats  | Guanyats | Empatats | Perduts | A Favor | En contra | Diferència | Taula de punts |
| ------- | ---------- | ------- | -------- | -------- | ------- | ------- | --------- | ---------- | -------------- |
| 1       | Anglaterra | 4       | 4        | 0        | 0       | 80      | 48        | +32        | 8              |
| 2       | Irlanda    | 4       | 2        | 0        | 2       | 70      | 65        | +5         | 4              |
| 2       | Gal·les    | 4       | 2        | 0        | 2       | 50      | 45        | +5         | 4              |
| 4       | França     | 4       | 1        | 0        | 3       | 55      | 75        | −20        | 2              |
| 4       | Escòcia    | 4       | 1        | 0        | 3       | 61      | 83        | −22        | 2              |

## Results
| Gal·les | 18–9 | França | 19 de gener de 1980 {{{time}}} - National Stadium, Cardiff Assistència: 53.749 espectadors Àrbitre: A Hosie (Escòcia) |
|         |      |        | 19 de gener de 1980 {{{time}}} - National Stadium, Cardiff Assistència: 53.749 espectadors Àrbitre: A Hosie (Escòcia) |

| Anglaterra | 24–9 | Irlanda | 19 de gener de 1980 {{{time}}} - Twickenham, Londres Àrbitre: C Thomas (Gal·les) |
|            |      |         | 19 de gener de 1980 {{{time}}} - Twickenham, Londres Àrbitre: C Thomas (Gal·les) |

| França | 13–17 | Anglaterra | 2 de febrer de 1980 {{{time}}} - Parc des Princes, París Assistència: 45.251 espectadors Àrbitre: C Norling (Gal·les) |
|        |       |            | 2 de febrer de 1980 {{{time}}} - Parc des Princes, París Assistència: 45.251 espectadors Àrbitre: C Norling (Gal·les) |

| Irlanda | 22–15 | Escòcia | 2 de febrer de 1980 {{{time}}} - Lansdowne Road, Dublín Àrbitre: G Chevrier (França) |
|         |       |         | 2 de febrer de 1980 {{{time}}} - Lansdowne Road, Dublín Àrbitre: G Chevrier (França) |

| Escòcia | 22–14 | França | 3 de març de 1980 {{{time}}} - Murrayfield, Edimburg Assistència: 60.000 espectadors Àrbitre: J West (Irlanda) |
|         |       |        | 3 de març de 1980 {{{time}}} - Murrayfield, Edimburg Assistència: 60.000 espectadors Àrbitre: J West (Irlanda) |

| Anglaterra | 9–8 | Gal·les | 3 de març de 1980 {{{time}}} - Twickenham, Londres Àrbitre: D Burnett (Irlanda) |
|            |     |         | 3 de març de 1980 {{{time}}} - Twickenham, Londres Àrbitre: D Burnett (Irlanda) |

| França | 19–18 | Irlanda | 1 de març de 1980 {{{time}}} - Parc des Princes, París Assistència: 45.239 espectadors Àrbitre: A Hosie (Escòcia) |
|        |       |         | 1 de març de 1980 {{{time}}} - Parc des Princes, París Assistència: 45.239 espectadors Àrbitre: A Hosie (Escòcia) |

| Gal·les | 17–6 | Escòcia | 1 de març de 1980 {{{time}}} - National Stadium, Cardiff Àrbitre: L Prideaux (Anglaterra) |
|         |      |         | 1 de març de 1980 {{{time}}} - National Stadium, Cardiff Àrbitre: L Prideaux (Anglaterra) |

| Irlanda | 21–7 | Gal·les | 15 de març de 1980 {{{time}}} - Lansdowne Road, Dublín Àrbitre: L Prideaux (Anglaterra) |
|         |      |         | 15 de març de 1980 {{{time}}} - Lansdowne Road, Dublín Àrbitre: L Prideaux (Anglaterra) |

| Escòcia | 18–30 | Anglaterra | 15 de març de 1980 {{{time}}} - Murrayfield, Edimburg Àrbitre: JP Bonnet (França) |
|         |       |            | 15 de març de 1980 {{{time}}} - Murrayfield, Edimburg Àrbitre: JP Bonnet (França) |